# SV Brazil Juniors
El Sport Vereniging Brazil Juniors (Holandés:Sports Club), (conocido como Brazil Juniors) o simplemente Brazil Jrs es un equipo de fútbol de Aruba que juega en la División Uno, la segunda división de fútbol del país.

## Historia
Fue fundado el 15 de mayo de 1958 en la ciudad de Brasil, en Savaneta y a pesar de no conseguir título de la Primera División ha logrado ganar 5 títulos de la División Uno de Aruba y es el más laureado de la segunda división con 5 títulos.

## Palmarés
- División Uno de Aruba: 5

1990, 1999, 2009, 2014, 2018